# 森特維爾 (阿肯色州亨普斯特德縣)
森特維爾（英語：Centerville）是位於美國阿肯色州亨普斯特德縣的一個非建制地區。該地的面積和人口皆未知。

## 地理
森特維爾的座標為33°38′39″N 93°29′22″W / 33.64417°N 93.48944°W，而該地的平均海拔高度為102米（即335英尺）。